# Riccardo Olgiati
Riccardo Olgiati (Legnano, 14 febbraio 1983) è un politico italiano.

## Biografia
Diplomato perito in elettronica e telecomunicazioni all'Istituto Tecnico Industriale Statale Bernocchi di Legnano nel 2002 con 95/100, ha sempre operato nel campo della progettazione elettrica: prima dell'elezione lavorava presso l'ufficio tecnico di una società di progettazione e installazione di impianti elettrici .
È sposato ed è padre di due bambine.

### Attività politica

#### Consigliere Comunale
Si è avvicinato alla politica nel 2010 attraverso il meet-up del MoVimento 5 Stelle di Legnano.
Nel 2012 si candida alle elezioni comunali della città nel ruolo di capolista, venendo eletto con 190 preferenze; la lista ottiene il 13,7% dei voti. Dal 2012 al 2017 è quindi consigliere comunale di opposizione a Legnano.
Nel 2014 alle elezioni di secondo livello per la Città Metropolitana di Milano viene scelto come capolista dal Movimento 5 Stelle, elezioni alle quali poi il M5S però non prenderà parte a causa della mancanza di firme minime necessarie per la presentazione della lista.

#### Deputato al Parlamento italiano
Nel 2018 si candida alle Parlamentarie del M5S, risulta il più votato del suo collegio ed è selezionato come capolista per le elezioni politiche alla Camera dei Deputati nel collegio plurinominale Lombardia 1 - 04 e come candidato per il collegio uninominale Lombardia 1 - 02 (Legnano), nel quale ottiene il 25,43% dei suffragi ed è sconfitto dal candidato di centrodestra Massimo Garavaglia (43,40%), risultando comunque eletto in quota proporzionale. Dal 21 giugno 2018 è membro della III Commissione Affari Esteri e Comunitari della Camera, del Comitato permanente per l'Agenda 2030 e del Comitato permanente Unione Europea. È membro anche della XIV Commissione Politiche dell'Unione Europea.
Alle elezioni politiche del 2022 è ricandidato alla Camera per il Movimento 5 Stelle nel collegio uninominale Lombardia 1 - 05 (Legnano), dove ottiene il 8,62% e termina in quarta posizione (vince Laura Ravetto del centrodestra con il 50,90%), e nel collegio plurinominale Lombardia 1 - 01 in terza posizione, non risultando eletto.